# Vị thế chính trị Đài Loan

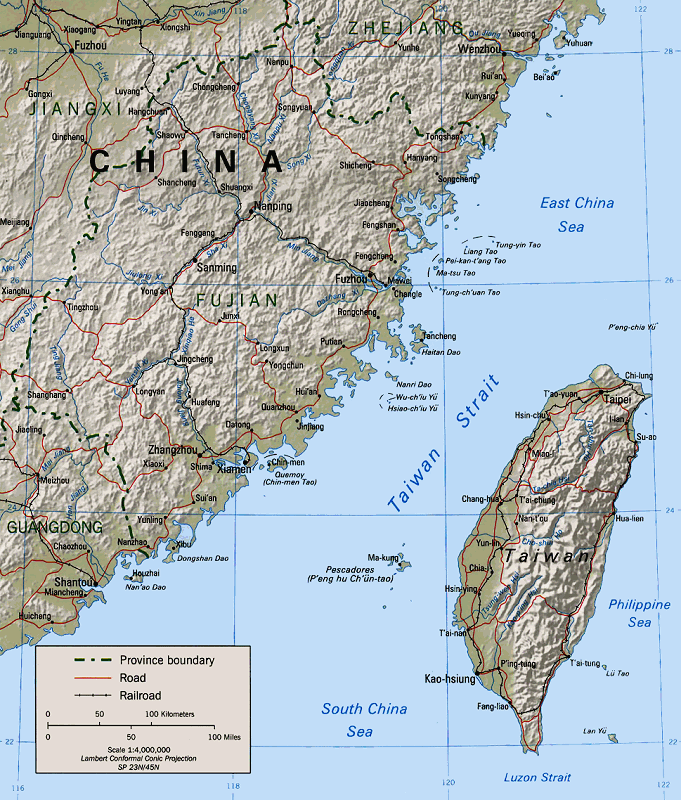
Khu vực eo biển Đài Loan

Sự tranh cãi về vị thế chính trị Đài Loan xoay quanh tại việc Đài Loan, gồm cả quần đảo Bành Hồ (Pescadores hoặc Penghu), có nên tiếp tục tồn tại với tư cách là một vùng lãnh thổ độc lập của 1 quốc gia cộng hoà lập hiến, độc lập và dân chủ-tự do có tên là Trung Hoa Dân Quốc (THDQ), hay thống nhất với những vùng lãnh thổ hiện thuộc quyền quản lý của nước Cộng hòa Nhân dân Trung Hoa (CHNDTH)(Trung Quốc), hay trở thành nước Cộng hòa Đài Loan về mặt chính thức. Tình trạng chính trị của Đài Loan rất phức tạp vì những tranh cãi về sự tồn tại của Trung Hoa Dân Quốc như một nhà nước, nói cách khác về vị thế chính trị của Trung Hoa Dân Quốc ở Đài Loan.
Hiện tại, Đài Loan; Kim Môn, Mã Tổ, Bành Hồ và các đảo khác bên ngoài bờ biển Phúc Kiến; và cùng quần đảo Đông Sa tại Biển Đông đang là những phần tạo thành nhà nước được gọi là Trung Hoa Dân Quốc (THDQ). Chính quyền Đài Loan cũng có tranh chấp chủ quyền tại vùng Biển Đông và trên thực tế đang chiếm đóng đảo Ba Bình (Itu Aba) THDQ từng kiểm soát đại lục Trung Quốc, đòi chủ quyền đối với Mông Cổ và Tannu Uriankhai (một phần của nó hiện nay là nước cộng hoà Tuva) trước khi chính phủ của nó buộc phải dời sang Thủ đô Đài Bắc năm 1949.
Từ khi THDQ mất ghế tại Liên Hợp Quốc năm 1971 (bị thay thế bởi CHNDTH), đa số các nước có chủ quyền đã quay sang công nhận ngoại giao đối với CHNDTH, coi nó là đại diện hợp pháp duy nhất của toàn bộ Trung Quốc, đáng chú ý nhất là việc Mỹ công nhận năm 1979. Tới năm 2019, quốc gia này vẫn giữ các quan hệ ngoại giao thực tế rất bình thường một cách chính thức với 14 nước thành viên của Liên Hợp Quốc và tòa thánh Vatican, dù trên thực tế các mối quan hệ vẫn được giữ rộng rãi và phổ biến một cách tích cực với nhiều nước. Những cơ quan như Văn phòng kinh tế và văn hóa Đài Bắc và Viện Hoa Kỳ tại Đài Loan đang hoạt động "trên thực tế" như những đại sứ quán, dù không có được đặc quyền ngoại giao theo luật: họ không thể cung cấp bất kỳ sự bảo vệ lãnh sự nào và các nhân viên của họ cũng không có được bất kỳ quyền miễn trừ ngoại giao nào. Địa điểm của văn phòng vẫn nằm tại nước chủ nhà.
Chính phủ THDQ trong quá khứ từng coi mình là chính phủ hợp pháp duy nhất của Trung Quốc, cũng như những lãnh thổ cũ của họ. Lập trường này đã bắt đầu bị quên lãng từ đầu thập niên 1990, chuyển sang thành không tranh chấp về vị thế hợp pháp với việc CHNDTH thực tế cai quản đại lục Trung Quốc, dù những tuyên bố chủ quyền của THDQ vẫn chưa được rút lại thông qua việc sửa đổi hiến pháp. Các nhóm khác nhau có những quan niệm khác nhau về tình trạng chính trị thực tế hiện tại của Đài Loan. (Xem thêm: Độc lập Đài Loan, Thống nhất Trung Quốc, và Quan hệ hai bờ eo biển Đài Loan)
Hơn nữa, tình hình có thể bị hiểu nhầm bởi vì có các đảng phái khác nhau và những nỗ lực từ phía nhiều nhóm khác nhau để giải quyết tranh chấp thông qua một chính sách nhập nhằng có chủ định. Giải pháp chính trị được chấp nhận bởi nhiều nhóm hiện nay là giữ nguyên trạng: có nghĩa là, ở mức tối đa thì coi Đài Loan là một quốc gia không chính thức, và ở mức tối thiểu là chính thức tuyên bố không ủng hộ chính phủ nước này tuyên bố độc lập. Tuyên bố độc lập một cách chính thức là cái gì thì hiện vẫn chưa rõ ràng và có thể bị nhầm lẫn trước thực tế rằng Cộng hoà Nhân dân Trung Hoa chưa bao giờ kiểm soát được Đài Loan từ khi nó được thành lập và sự thực là chính phủ Trung Hoa Dân Quốc đang kiểm soát cả Đài Loan,tự coi mình là quốc gia có chủ quyền một cách hợp pháp. Tình trạng nguyên trạng được chấp nhận rất là tốt bởi vì nó không xác định tình trạng hợp pháp hay tình trạng tương lai của Đài Loan, khiến cho mỗi nhóm đều có thể giải thích tình trạng này theo một cách chính trị có thể chấp nhận được đối với các thành viên của mình. Cùng lúc ấy, một chính sách giữ nguyên trạng đã bị chỉ trích vì quá nguy hiểm bởi vì những bên khác nhau có cách giải thích khác nhau về cái gọi là nguyên trạng, dẫn tới khả năng xảy ra chiến tranh do việc tiến sát đến bên miệng hố chiến tranh hay do tính toán sai lầm. Chính sách hoà bình "Giữ nguyên trạng" giúp Trung Hoa Dân Quốc độc lập trên thực tế nhưng cũng ngăn chặn nó độc lập về mặt pháp lý.

## Bối cảnh
Đài Loan, cùng với quần đảo Bành Hồ, đã được Trung Quốc (lúc ấy ở thời nhà Thanh) nhượng lại cho Nhật Bản năm 1895. Nhật Bản đầu hàng Trung Quốc năm 1945 khi kết thúc Chiến tranh thế giới thứ hai sau 50 năm cai trị thuộc địa, và nó đã trở thành một tỉnh của Trung Hoa Dân Quốc. Khi thất trận trong cuộc Nội chiến Quốc-Cộng năm 1949, chính phủ THDQ phải dời sang Đài Bắc, và giữ quyền kiểm soát một số đảo dọc theo bờ biển đại lục Trung Quốc và tại Biển Đông, trong khi Cộng hoà Nhân dân Trung Hoa được thành lập tại đại lục tháng 10 năm 1949, tuyên bố họ là nhà nước kế tục của THDQ.
Đảo Kim Môn, Mã Tổ và Ô Khâu ở bờ biển Phúc Kiến, và đảo Ba Bình và quần đảo Đông Sa ở Biển Đông, hiện đang do THDQ chiếm giữ, nhưng chúng không được nhượng lại cho Nhật Bản. Một số tranh cãi ủng hộ độc lập cho Đài Loan không áp dụng cho những đảo này. (Đảo Ba Bình (Itu Aba) đang bị tranh chấp giữa Việt Nam, Trung Quốc, Đài Loan và một số quốc gia Đông Nam Á khác.)

## Vấn đề chủ quyền

### Sự nhượng quyền, sự trả lại và sự tự quyết của Đài Loan

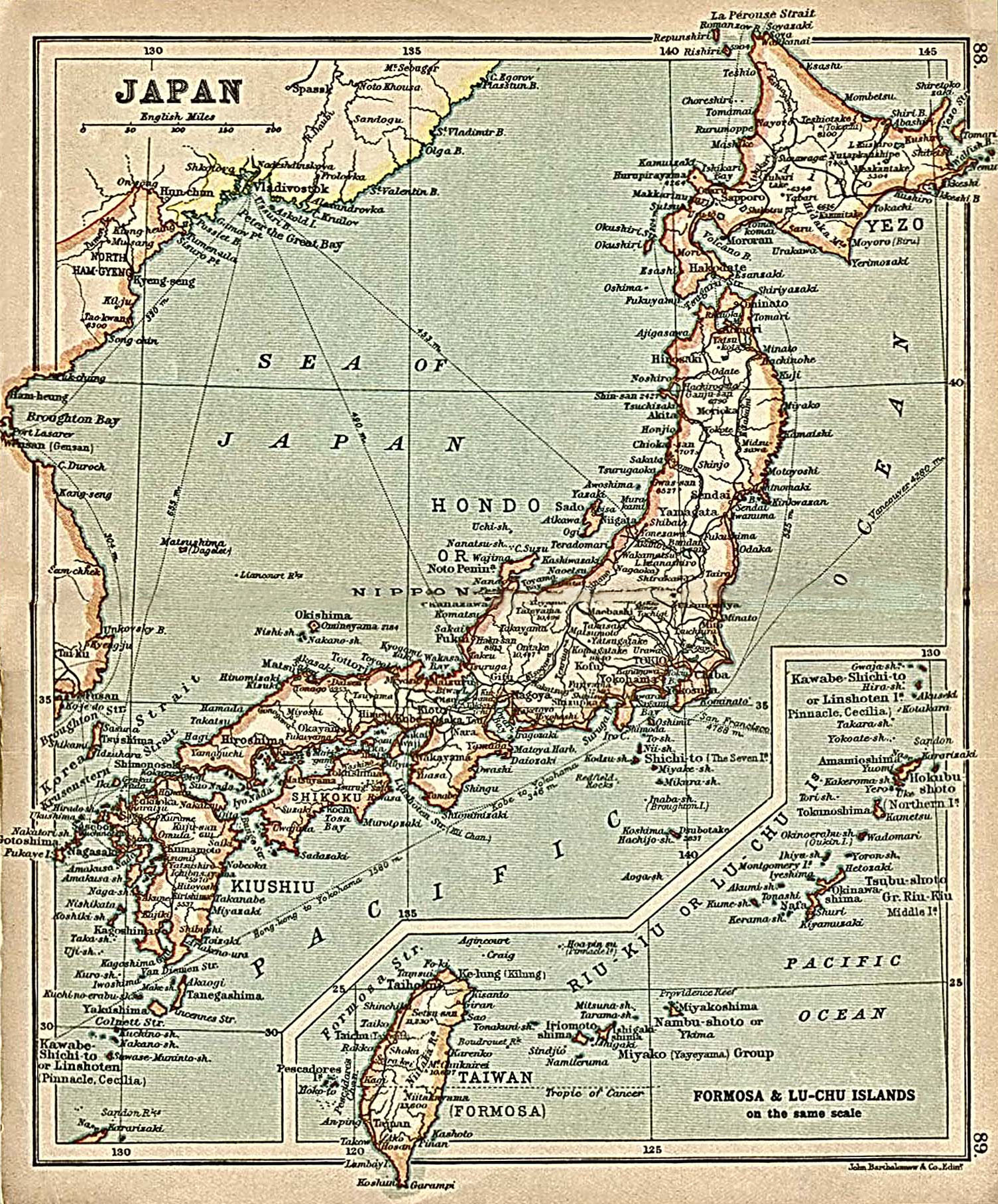
Khi THDQ được thành lập năm 1912, Đài Loan "về mặt pháp lý" (de jure) là một phần của Nhật Bản.

Trong thời nhà Thanh, Trung Quốc đã nhượng lại "vĩnh viễn" hòn đảo này cùng với quần đảo Bành Hồ cho Nhật Bản vào lúc kết thúc cuộc Chiến tranh Thanh-Nhật sau khi ký kết Thoả ước Shimonoseki. Tại Hội nghị Cairo năm 1943, các nước chính trong phe Đồng Minh đã đồng ý để Nhật Bản trả lại "toàn bộ lãnh thổ Nhật đã chiếm của Trung Quốc", gồm cả Đài Loan và Bành Hồ, cho Trung Hoa Dân Quốc khi Nhật đầu hàng. Theo cả Cộng hoà Nhân dân Trung Hoa và Trung Hoa Dân Quốc, thoả thuận này có hiệu lực hợp pháp theo Văn kiện đầu hàng của Nhật Bản năm 1945. Đại sứ Cộng hoà Nhân dân Trung Hoa tại Liên hiệp quốc, Vương Anh Phàm (王英凡), đã nhiều lần tuyên bố tại Liên hiệp quốc: "Đài Loan là một phần không thể tách rời của lãnh thổ Trung Quốc từ trong lịch sử lâu dài" và "cả Tuyên bố Cairo năm 1943 và Tuyên bố Potsdam năm 1945 đã tái khẳng định chủ quyền rõ ràng của Trung Quốc đối với Đài Loan là một nội dung của luật pháp quốc tế."
Mặt khác, một số người ủng hộ Đài Loan độc lập cho rằng Đài Loan đã chỉ chính thức sáp nhập vào lãnh thổ Trung Quốc dưới thời nhà Thanh năm 1683, và trở thành một tỉnh năm 1885. Sau đó, bởi vì Hiệp ước Shimonoseki năm 1895, Đài Loan về mặt pháp lý là một phần của Nhật Bản khi THDQ được thành lập năm 1912 và vì vậy không phải là một phần của THDQ. Tuy nhiên, những người ủng hộ thống nhất chỉ ra rằng "nhà Thanh" nói chung đã được chấp nhận là một cái tên trong lịch sử của Trung Quốc. Do vậy, chính phủ THDQ là người kế tục của nhà Thanh. Cũng như vậy, vì Tuyên bố Cairo là một thông cáo không được ký kết, những người ủng hộ độc lập cho rằng tính hợp pháp của tuyên bố này cần phải được xem xét lại. Hơn nữa, họ chỉ ra rằng văn kiện đầu hàng của Nhật Bản chỉ đơn giản là một sự đình chiến, một tạm ước theo đúng tính chất, và chỉ là một thoả thuận tạm thời hay nhất thời và sẽ bị thay thế bởi một hiệp ước hoà bình. Vì thế, những người ủng hộ độc lập quả quyết rằng cả Hiệp ước hoà bình San Francisco và Hiệp ước Đài Bắc có tính pháp lý cao hơn văn kiện đầu hàng và rằng các hiệp ước đã không chuyển tư cách Đài Loan từ Nhật Bản sang cho Trung Quốc. Theo lý lẽ này, chủ quyền của Đài Loan được trả lại cho người dân Đài Loan khi Nhật Bản rút lại chủ quyền đối với Đài Loan tại Hiệp ước hoà bình San Francisco (SFPT) năm 1951, dựa trên chính sách tự quyết đã được áp dụng cho "những vùng lãnh thổ bị tách ra từ các quốc gia thù địch như là kết quả của Chiến tranh thế giới thứ hai" như được quy định bởi điều 76b và 77b của Hiến chương Liên hiệp quốc và bởi Nghị định thư của Hội nghị Yalta. Tuy nhiên, những người ủng hộ độc lập phản đối rằng cả THDQ và CHNDTH đều không ký kết vào Hiệp ước hoà bình San Francisco (SFPT), khiến cho SFPT không có quyền áp dụng hợp pháp vào tình trạng chủ quyền của Đài Loan. Những người ủng hộ độc lập chỉ ra rằng ở cuối Chiến tranh thế giới thứ hai, các nước Đồng minh đã đồng ý rằng THDQ "tạm thời chiếm Đài Loan thay cho các lực lượng Đồng Minh" dưới sự cho phép của Tướng Douglas MacArthur ngày 2 tháng 9 năm 1945. Những người ủng hộ thống nhất chỉ ra sự thực rằng Tuyên bố Cairo và Tuyên bố Postdam đã được trích dẫn trong cả Văn kiện đầu hàng của Nhật Bản và Hiệp ước hoà bình giữa Nhật Bản và Cộng hoà Nhân dân Trung Hoa, hoàn thành việc trao trả chủ quyền từ Nhật Bản sang Trung Quốc. Vì thế Tuyên bố Cairo, Tuyên bố Postdam và Văn kiện đầu hàng của Nhật Bản sau đó cùng với Hiệp ước hoà bình giữa Nhật Bản và Trung Quốc phải được coi là có tính pháp lý cao hơn lệnh của Tướng MacArthur. Thậm chí một số người coi Hiệp ước Đài Bắc năm 1952 là đã trực tiếp cho thấy rằng Nhật Bản công nhận chủ quyền của chính phủ THDQ đối với Đài Loan, Bành Hồ, và "các lãnh thổ hiện nay hay có thể từ đây nằm dưới quyền kiểm soát của chính phủ của nó," Nhật Bản đã bãi bỏ hiệp ước này ngay khi thiết lập các quan hệ ngoại giao với Cộng hoà Nhân dân Trung Hoa năm 1972 bằng cách công nhận tuyên bố của CHNDTH rằng Đài Loan là một phần của Trung Quốc.
Dù việc giải thích các hiệp ước hoà bình đã được sử dụng để bác bỏ tính hợp pháp của THDQ đối với Đài Loan trước thập niên 1990, việc tiến hành các cuộc bầu cử toàn dân ở Đài Loan đã làm tổn hại đến quan điểm này. Ngoại trừ những người ủng hộ độc lập cho Đài Loan một cách cực đoan, đa số dân Đài Loan ủng hộ thuyết chủ quyền nhân dân và không thấy có nhiều xung đột giữa thuyết chủ quyền này và lập trường THDQ. Theo nghĩa này, chính phủ THDQ hiện cai quản Đài Loan không phải là chính phủ THDQ đã chấp nhận sự đầu hàng của Nhật Bản bởi vì các chính quyền cai trị đã được uỷ nhiệm của nhân dân thông qua các cuộc bầu cử khác nhau: một là toàn bộ cử tri đại lục Trung Quốc, một là các cử tri của Đài Loan. Trên thực tế, tổng thống Trần Thủy Biển đã thường nhấn mạnh tới thuyết chủ quyền nhân dân trong những bài phát biểu của mình.
Tuy nhiên, tới năm 2005, xung đột giữa hai thuyết vẫn còn chiếm một vị trí quan trọng bên trong chính trị Đài Loan. Thuyết chủ quyền nhân dân, được Phiếm Lục nhấn mạnh cho rằng Đài Loan cần phải có những thay đổi căn bản về hiến pháp thông qua biện pháp trưng cầu dân ý. Thuyết THDQ hợp pháp, được Phiếm Lam ủng hộ, cho rằng bất kỳ những thay đổi căn bản hiến pháp nào đòi hỏi phải thông qua thủ tục sửa đổi hiến pháp của THDQ.

## Quan điểm của Cộng hòa Nhân dân Trung Hoa (CHNDTH)
Lập trường của Cộng hòa Nhân dân Trung Hoa cho rằng Trung Hoa Dân Quốc đã ngừng tồn tại với tư cách là một chính phủ hợp pháp từ khi Cộng hòa Nhân dân Trung Hoa được thành lập ngày 1 tháng 10 năm 1949 và rằng Cộng hòa Nhân dân Trung Hoa là chính thể tiếp nối của Trung Hoa Dân Quốc với tư cách chính phủ hợp pháp duy nhất của Trung Quốc, với quyền cai trị Đài Loan theo lý thuyết kế tục nhà nước. Như vậy, mặt khác quyền hợp pháp của Trung Hoa Dân Quốc trong việc chiếm lại lục địa vẫn không được chấp nhận rộng rãi mà còn đang bị tranh cãi.
Những người ủng hộ thống nhất ở Lục địa Trung Quốc cho rằng Trung Hoa Dân Quốc và Cộng hòa Nhân dân Trung Hoa là hai phe trong cuộc Nội chiến Trung Quốc, vốn chưa bao giờ chính thức kết thúc. Vì thế, cả hai bên đều thuộc về cùng một nước có chủ quyền - Trung Quốc. Bởi vì chủ quyền của Đài Loan thuộc về Trung Quốc, sự ly khai của Đài Loan phải được chấp nhận bởi 1.3 tỷ người Trung Quốc chứ không phải 23 triệu người đang sống ở Đài Loan. Hơn nữa, theo Nghị quyết 2758 của Hội đồng Bảo an Liên hiệp quốc, cho rằng "Công nhận rằng những đại diện của chính phủ Cộng hòa Nhân dân Trung hoa là những đại diện hợp pháp duy nhất của Trung Quốc trước Liên hiệp quốc", Cộng hòa Nhân dân Trung Hoa đã chính thức được trao chủ quyền đối với toàn bộ Trung Quốc, kể cả Đài Loan. Vì thế, dựa trên tuyên bố chủ quyền của Cộng hòa Nhân dân Trung Hoa đối với Đài Loan, nước này có quyền hợp pháp khi mở rộng quyền tại phán của mình đối với Đài Loan, kể cả bằng vũ lực nếu cần thiết.
Tuy nhiên, Cộng hòa Nhân dân Trung Hoa cho rằng Trung Hoa Dân Quốc không đáp ứng với tiêu chí thứ tư của Thỏa ước Montevideo, bởi vì họ chỉ được 25 nước (khá nhỏ và nghèo) công nhận và bị cấm tham gia vào các tổ chức quốc tế như Liên hiệp quốc. Những phản đối của Trung Hoa Dân Quốc cho rằng sức ép của Cộng hòa Nhân dân Trung Hoa với các nước đã khiến họ không thể được công nhận rộng rãi và rằng Điều 3 của Thỏa ước Montevideo đó cũng nói rõ, "Sự hiện diện chính trị của quốc gia độc lập với sự công nhận của các nước khác." Điều này đã được thực hiện bởi vì Cộng hòa Nhân dân Trung Hoa đã có nhiều hành vi cưỡng ép nhằm cô lập Trung Hoa Dân Quốc về mặt ngoại giao. Tuy nhiên, những người ủng hộ thống nhất lại chỉ ra sự thật là Thỏa ước Montevideo chỉ được ký kết bởi 19 nước tại Hội nghị Quốc tế lần thứ 7 các nước châu Mỹ. vì thế, quyền lực của Liên hiệp quốc cũng như các Nghị quyết của Liên hiệp quốc có tính chất pháp lý cao hơn Thỏa ước Montevideo.
Lập trường hiện tại của Cộng hòa Nhân dân Trung Hoa cho rằng "Chính phủ Cộng hòa Nhân dân Trung Hoa là chính phủ hợp pháp duy nhất đối với Trung Quốc và Đài Loan là một phần không thể tách rời của Trung Quốc". Cộng hòa Nhân dân Trung hoa không muốn đàm phán với Trung Hoa Dân Quốc về bất kỳ một hình thức nào khác ngoài Chính sách Một Trung Quốc, nhưng đã tỏ ra thiện chí cho phép ý nghĩa "một Trung Quốc" được hiểu theo cách mơ hồ. Chính phủ Cộng hòa Nhân dân Trung Hoa coi việc vi phạm vào Chính sách Một Trung Quốc, hay những hành động mâu thuẫn với chính sách đó như việc cung cấp vũ khí cho Trung Hoa Dân Quốc là một sự vi phạm vào quyền toàn vẹn lãnh thổ của họ. Các tổ chức thông tin quốc thế thường báo cáo rằng "Trung Quốc coi Đài Loan là một tỉnh phản loạn cần phải được thống nhất với lục địa bằng vũ lực nếu cần thiết", thậm chí khi Cộng hòa Nhân dân Trung Hoa không nói rõ ràng rằng Đài Loan là một tỉnh phản loạn. Tuy nhiên, phương tiện truyền thông đại chúng Cộng hòa Nhân dân Trung Hoa và các quan chức của họ thường coi Đài Loan là "Tỉnh Đài Loan của Trung Quốc". (Những vùng Trung Hoa Dân Quốc tuyên bố chủ quyền Kim Môn, Ô Khâu và quần đảo Mã Tổ là một phần tỉnh Phúc Kiến của họ, các đảo ở Biển Đông thuộc tỉnh Quảng Đông và Hải Nam.)

## Quan điểm của Trung Hoa Dân Quốc

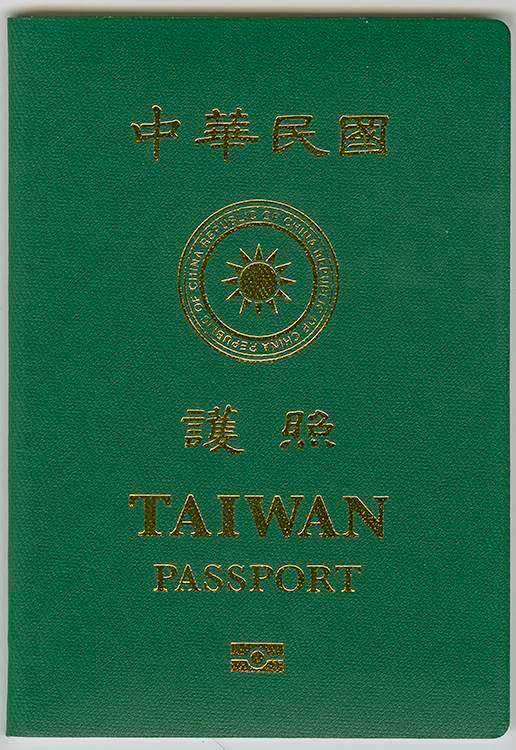
Trang bìa một hộ chiếu Đài Loan.

Trung Hoa Dân Quốc cho rằng họ có mọi tính chất của một nhà nước và rằng họ không phải bị "thay thế" hay "kế tục" bởi Cộng hòa Nhân dân Trung Hoa bởi vì họ vẫn đang tiếp tục tồn tại một thời gian dài sau khi Cộng hòa Nhân dân Trung Hoa được thành lập. Theo Công ước Montevideo năm 1933, nguồn được trích dẫn nhiều nhất để định nghĩa một quốc gia là: một quốc gia phải sở hữu một dân số cố định, một lãnh thổ được xác định, một chính phủ và khả năng thiết lập quan hệ với các quốc gia khác. Trung Hoa Dân Quốc tuyên bố họ có đủ mọi tính chất đó bởi vì họ sở hữu một chính phủ có chủ quyền với quyền tài phán trên những vùng lãnh thổ đã được xác định rõ với hơn 23 triệu dân và một bộ ngoại giao thực sự.
Quan điểm của Trung Hoa Dân Quốc luôn cho rằng họ trên thực tế là một quốc gia có chủ quyền. Chính phủ Trung Hoa Dân Quốc thời cầm quyền độc tài của Quốc Dân Đảng luôn giữ lập trường rằng họ là chính phủ hợp pháp duy nhất của Trung Quốc cho tới tận năm 1991, khi Tổng thống Lý Đăng Huy tuyên bố rằng chính phủ của ông không còn tranh chấp quyền cai trị với những người Cộng sản ở lục địa nữa. Tuy nhiên, Quốc hội, cơ quan hiện không còn tồn tại nữa, chưa bao giờ chính thức thay đổi biên giới quốc gia, bởi vì Trung Quốc cho rằng đó sẽ là "sự chấm dứt nền độc lập của Đài Loan". Việc thay đổi biên giới quốc gia giờ đây đỏi hỏi phải có sự sửa đổi hiến pháp và được Lập pháp viện thông qua cũng như được phê chuẩn bởi đa số tuyệt đối của cử tri Trung Hoa Dân Quốc.
Mặt khác, dù Hiến pháp Trung Hoa Dân Quốc được ban hành năm 1946 không chỉ rõ những vùng lãnh thổ nào bao gồm trong quốc gia, bản dự thảo hiến pháp năm 1925 đã liệt kê danh sách các tỉnh của Trung Hoa Dân Quốc và Đài Loan không phải là một trong số đó, bởi vì Đài Loan trên thực tế là một phần lãnh thổ của Nhật Bản chiếu theo Hiệp ước Shimonoseki năm 1895. Hiến pháp cũng quy định tại Khoản I.4, rằng "lãnh thổ Trung Hoa Dân Quốc là lãnh thổ nguyên thuộc quyền cai trị của họ; trừ khi được Quốc hội cho phép, điều này không thể được thay đổi." Tuy nhiên, vào năm 1946, Tôn Khoa, con trai Tôn Dật Tiên và là Viện trưởng Viện Hành pháp (Thủ tướng) Trung Hoa Dân Quốc, đã báo cáo với Quốc hội rằng "có hai kiểu thay đổi lãnh thổ: 1. từ bỏ lãnh thổ và 2. sáp nhập lãnh thổ mới. Ví dụ cho trường hợp đầu tiên là sự độc lập của Mông Cổ, và trường hợp thứ hai sẽ là việc giành lại Đài Loan. Cả hai đều là những ví dụ về sự thay đổi lãnh thổ." Nhật Bản đã từ bỏ mọi quyền đối với Đài Loan theo Hiệp ước San Francisco năm 1951 và Hiệp ước Đài Bắc năm 1952 mà không có bên nhận lại rõ ràng. Trong khi Trung Hoa Dân Quốc liên tục cầm quyền ở Đài Loan sau khi chính phủ cầm quyền Đài Loan theo Chỉ thị chung số 1 chấp nhận sự đầu hàng của Nhật Bản, chưa từng có một cuộc họp nào của Quốc hội Trung Hoa Dân Quốc để tiến hành thay đổi lãnh thổ theo Hiến pháp Trung Hoa Dân Quốc, dù các Điều khoản sửa đổi của Hiến pháp Trung Hoa Dân Quốc đã đề cập tới Tỉnh Đài Loan. Vì thế, nhiều người ủng hộ Đài Loan độc lập đã chỉ ra rằng Hiến pháp Trung Hoa Dân Quốc trên thực tế ngăn cản chính họ cai trị Đài Loan một cách hợp pháp.
Quốc hội, cơ quan hiện không còn tồn tại nữa, đã đưa ra các sửa đổi hiến pháp trao cho nhân dân "Vùng tự do Trung Hoa Dân Quốc", gồm cách lãnh thổ họ kiểm soát, đặc quyền thi hành chủ quyền của nhà nước Cộng hoà thông qua các cuộc bầu cử Tổng thống và toàn bộ ngành lập pháp cũng như thông qua các cuộc bầu cử để phê chuẩn những sửa đổi đối với Hiến pháp Trung Hoa Dân Quốc. Cũng như vậy, Chương I, Điều 2 Hiến pháp Trung Hoa Dân Quốc nói rằng "Chủ quyền của Trung Hoa Dân Quốc sẽ thuộc về toàn thể công dân." Đối với một số người, điều này có nghĩa rằng hiến pháp hoàn toàn chấp nhận rằng chủ quyền của Trung Hoa Dân Quốc bị giới hạn ở những vùng mà họ kiểm soát thậm chí nếu không có những sửa đổi hiến pháp quy định rõ ràng biên giới Trung Hoa Dân Quốc.
Năm 1999, Tổng thống Lý Đăng Huy đề xuất lý thuyết hai nhà nước (hay lý thuyết quan hệ nhà nước – nhà nước, zh:兩國論) mà cả Trung Hoa Dân Quốc và Cộng hoà nhân dân Trung Hoa đều được coi là những nhà nước riêng biệt với quan hệ ngoại giao, văn hoá, lịch sử đặc biệt, và lý thuyết này đã được ủng hộ rộng rãi bên trong Đài Loan. Tuy nhiên, lý thuyết này khiến Cộng hoà nhân dân Trung Hoa phản ứng giận dữ, họ tin rằng Lý Đăng Huy ngầm ủng hộ Đài Loan độc lập.
Tổng thống Trần Thủy Biển tin rằng "Đài Loan là một nước độc lập, có chủ quyền" nhưng với quan điểm là "Đài Loan là Trung Hoa Dân Quốc." Điều này đã được đưa ra trong Lý thuyết bốn giai đoạn của Trung Hoa Dân Quốc. Tuy nhiên, ông đã thận trọng giữ im lặng về vấn đề Đài Loan có phải hay không một phần của Trung Quốc và ý nghĩa của thuật ngữ Trung Hoa. Các giấy tờ của chính phủ đã ngụ ý rằng Đài Loan và Trung Hoa Dân Quốc, Trung Quốc và Cộng hoà nhân dân Trung Hoa là đồng nghĩ. Trần Thủy Biển cũng đã từ chối tán thành Nguyên tắc Một Trung Quốc mà Cộng hoà Nhân dân Trung Hoa yêu cầu, coi đó là điều kiện tiên quyết để bắt đầu đàm phán. Vì thế những nỗ lực tái khởi động các vòng đàm phán bán chính thức thông qua các công thức chiểu theo cuộc trưng cầu dân ý 1992 hay tinh thần 1992 đã không mang lại thành công. Sau khi trở thành chủ tịch Đảng tiến bộ dân chủ tháng 7 năm 2002, Trần Thủy Biển cho thấy xu hướng ngả theo lý thuyết hai nhà nước vào đầu tháng 8, 2002, ông bình luận rằng Đài Loan có thể "đi trên con đường riêng của Đài Loan" và rằng "rõ ràng rằng hai bên bờ eo biển là các quốc gia riêng biệt." Những lời bình luận đó đã bị các đảng đối lập ở Đài Loan chỉ trích mạnh mẽ.
Lập trường của những người ủng hộ Đài Loan độc lập cho rằng Đài Loan không phải là một phần của Trung Quốc và Cộng hoà Nhân dân Trung Hoa là chính phủ hợp pháp duy nhất của Trung Quốc. Cho tới tận giữa thập kỷ 1990, những người ủng hộ Đài Loan độc lập phản đối Trung Hoa Dân Quốc và ủng hộ việc thành lập một nước Trung Hoa Dân Quốc độc lập. Từ giữa thập niên 1990, một sự thoả hiệp giữa đa số những người ủng hộ Đài Loan độc lập và Thống nhất Trung Quốc đã đạt được về việc Đài Loan tiếp tục ủng hộ sự tồn tại của Trung Hoa Dân Quốc nhưng chỉ là một chính phủ quản lý duy nhất Đài Loan và các hòn đảo của họ. Liên đoàn đoàn kết Đài Loan, đảng nhỏ bên trong Liên minh xanh, phản đối sự thoả hiệp này.
Lập trường của những người ủng hộ Thống nhất Trung Quốc ở Đài Loan cho rằng Đài Loan là một phần của Trung Quốc nhưng Cộng hoà nhân dân Trung Hoa không phải là chính phủ hợp pháp duy nhất tại Trung Quốc, và rằng sự thống nhất không cần thiết phải xảy ra dưới chế độ cộng sản. Bên trong Đài Loan, sự ủng hộ Đài Loan độc lập và thống nhất Trung Quốc tồn tại như một phần của chính trị với sự quan tâm của đa số tầng lớp trung lưu. Theo truyền thống, thống nhất thường được những "người lục địa" (con cháu dân lục địa tới đây sau nội chiến) ủng hộ, trong khi những người ủng hộ độc lập là dân "Đài Loan bản xứ" (họ đã sống ở hòn đảo này trước khi xảy ra cuộc nội chiến). Tuy nhiên, cả hai nhóm đã hoà giải với nhau bởi các biện pháp cưỡng bức mà Cộng hoà nhân dân Trung Hoa thực hiện nhằm tiến hành cuộc thống nhất hay sáp nhập bằng vũ lực.

## Quan điểm của các nước và các tổ chức quốc tế khác
Vì mục tiêu chống Cộng buổi đầu Chiến tranh Lạnh, Trung Hoa Dân Quốc ban đầu được Liên Hợp Quốc và đa số quốc gia phương Tây công nhận là chính phủ hợp pháp duy nhất của cả Trung Hoa lục địa và Đài Loan. Nghị quyết 505 Đại hội đồng Liên hiệp quốc được thông qua ngày 1 tháng 2 năm 1952 đã coi những người Cộng sản Trung Quốc là những kẻ phiến loạn chống Trung Hoa Dân Quốc. Tuy nhiên, trong thập niên 1970 một sự thay đổi lớn trong chính sách ngoại giao khiến mọi quyền lợi chuyển từ tay Trung Hoa Dân Quốc sang Cộng hòa Nhân dân Trung Hoa. Ngày 25 tháng 10 năm 1971, Nghị quyết 2758 được Đại hội đồng Liên Hợp Quốc thông qua, theo đó trục xuất Trung Hoa Dân Quốc và thay thế ghế của Trung Quốc tại Hội đồng bảo an (và mọi tổ chức Liên hiệp quốc khác) bởi Cộng hòa Nhân dân Trung Hoa. Nghị quyết tuyên bố "rằng những đại diện của Chính phủ Cộng hòa Nhân dân Trung Hoa là những đại diện hợp pháp duy nhất của Trung Quốc tại Liên Hợp Quốc." Nhiều nỗ lực của Trung Hoa Dân Quốc nhằm tái gia nhập Liên Hợp Quốc, không phải với tư cách đại diện cho toàn bộ Trung Quốc nữa, mà chỉ là đại diện cho nhân dân tại các vùng lãnh thổ do họ quản lý vẫn chưa được hội đồng thông qua, chủ yếu vì áp lực ngoại giao của Cộng hòa Nhân dân Trung Hoa, cho rằng Nghị quyết 2758 đã giải quyết vấn đề này. (Xem Trung Quốc và Liên hiệp quốc.)
Cộng hòa Nhân dân Trung Hoa từ chối giữ quan hệ ngoại giao với bất kỳ quốc gia nào công nhận Trung Hoa Dân Quốc, nhưng không từ chối trong trường hợp quốc gia đó chỉ giữ quan hệ kinh tế, văn hóa và các trao đổi khác không phải là quan hệ ngoại giao chính thức. Vì thế, nhiều nước có quan hệ ngoại giao với Bắc Kinh vẫn giữ các văn phòng ngoại giao không chính thức tại Đài Bắc. Ví dụ, Hoa Kỳ giữ Viện Mỹ tại Đài Loan. Tương tự, chính phủ Đài Loan thiết lập các văn phòng kiểu ngoại giao tại đa số các quốc gia dưới những tên gọi khác nhau, thông thường nhất là Văn phòng Kinh tế và Văn hóa Đài Bắc.
Hoa Kỳ, Canada, Vương quốc Anh và Nhật Bản công nhận một nhà nước Trung Hoa và rằng Cộng hòa Nhân dân Trung Hoa là chính phủ hợp pháp duy nhất của Trung Quốc. Tuy nhiên, Hoa Kỳ và Nhật Bản thừa nhận chứ không phải công nhận lập trường của Cộng hòa Nhân dân Trung Hoa rằng Đài Loan là một phần của Trung Quốc. Đối với Canada và Anh Quốc, văn bản thỏa thuận giữa hai bên ghi rõ rằng hai bên lưu ý lập trường của Bắc Kinh, nhưng từ ủng hộ không được sử dụng. Lập trường của chính phủ Vương quốc Anh đã nhiều lần khẳng định rằng "tương lai của Đài Loan phải được quyết định một cách hòa bình bởi nhân dân ở hai phía eo biển." Dù các phương tiện truyền thông tại Cộng hòa Nhân dân Trung Hoa tuyên bố rằng Hoa Kỳ phản đối sự độc lập của Đài Loan, Hoa Kỳ đã đề cập tới sự khác nhau tế nhị giữa "phản đối" và "không ủng hộ". Trên thực tế, đa số những lời tuyên bố do Washington đưa ra đều nói rằng họ "không ủng hộ nền độc lập của Đài Loan", chứ không phải "phản đối". Vì thế, Hoa Kỳ hiện không đưa ra tuyên bố lập trường chính trị, trừ với một điều kiện tiên quyết rằng phải có một giải pháp cho sự khác biệt giữa hai bên eo biển Đài Loan. Tất cả tình trạng mập mờ như vậy khiến Hoa Kỳ cuối cùng luôn phải đi trên một con đường hẹp với những lưu ý tới cả hai bên tranh chấp.
Trung Hoa Dân Quốc vẫn giữ quan hệ ngoại giao chính thức với 15 quốc gia, chủ yếu tại Trung Mỹ, Caribe, châu Phi và châu Đại Dương. Đặc biệt, Tòa Thánh cũng công nhận Trung Hoa Dân Quốc, một quốc gia không có đa số tín đồ Thiên chúa/Cơ đốc, chủ yếu để phản đối sự đàn áp Cơ đốc giáo trong lục địa. Vatican đã nhiều lần nhắc lại ý định ngừng quan hệ với Đài Loan ngay khi Cộng hòa Nhân dân Trung Hoa tăng thêm các quyền tự do tôn giáo. Trong thập kỷ 1990, đã có một cuộc chiến tranh ngoại giao dữ dội trong đó Cộng hòa Nhân dân Trung Hoa và Trung Hoa Dân Quốc cùng nỗ lực lôi kéo các nước nhỏ thiết lập quan hệ ngoại giao với mình. Tuy nhiên, tới năm 2001, nỗ lực này dường như đã chấm dứt khi sức mạnh kinh tế ngày càng tăng của Cộng hòa Nhân dân Trung Hoa cộng với mối nghi ngờ tại Đài Loan về việc hành động đó có thực sự mang lại lợi ích cho họ. Tháng 3 năm 2004, Dominica chuyển sang công nhận Cộng hòa Nhân dân Trung Hoa để đổi lấy một khoản viện trợ. Tuy nhiên, cuối năm 2004, Vanuatu đã thay đổi lập trường từ Bắc Kinh sang Đài Bắc trong một thời gian ngắn, dẫn tới việc Thủ tướng nước này bị mất chức và quay trở lại công nhận Bắc Kinh. Ngày 20 tháng 1 năm 2005, Grenada chuyển quan hệ ngoại giao từ Đài Bắc sang Bắc Kinh, đổi lại hàng triệu đô la viện trợ (US$1.500 cho mỗi người dân Grenada) đã được cung cấp. Ngày 26 tháng 10 năm 2005, Senegal cũng ngừng quan hệ ngoại giao với Trung Hoa Dân Quốc và thiết lập các tiếp xúc ngoại giao với Bắc Kinh. Ngày 5 tháng 8 năm 2006, Tchad chấm dứt quan hệ ngoại giao với Đài Bắc để chuyển sang công nhận Bắc Kinh. Ngày 26 tháng 4 năm 2007, Saint Lucia lại chuyển sang quan hệ ngoại giao với chính quyền Đài Bắc. Ngày 7 tháng 6 năm 2007, Costa Rica ngừng quan hệ ngoại giao với Đài Loan và thiết lập quan hệ ngoại giao với Bắc Kinh. Tháng 1 năm 2008, Malawi chuyển sang công nhận Trung Quốc đại lục. Ngày 4 tháng 11 năm 2013, Gambia tuyên bố cắt đứt quan hệ ngoại giao với Đài Bắc và chuyển sang quan hệ ngoại giao với Bắc Kinh. Tháng 12 năm 2016, São Tomé và Príncipe chuyển sang quan hệ ngoại giao từ Đài Loan đến Trung Quốc đại lục. Ngày 13 tháng 6 năm 2017, thêm một quốc gia đã tuyên bố cắt đứt quan hệ ngoại giao với Đài Loan là Panama. Ngày 1 tháng 5 năm 2018, Cộng hòa Dominica chấm dứt quan hệ ngoại giao với Đài Bắc và chuyển sang quan hệ ngoại giao với Trung Quốc đại lục. Ngày 25 tháng 5 năm 2018, Burkina Faso cắt đứt quan hệ ngoại giao với Đài Loan và chuyển sang thiết lập quan hệ ngoại giao với Bắc Kinh. Ngày 21 tháng 8 năm 2018, El Salvador tuyên bố ngừng quan hệ ngoại giao với Đài Bắc và chuyển sang thiết lập quan hệ ngoại giao với Bắc Kinh. Ngày 20 tháng 9 năm 2019, Kiribati tuyên bố chấm dứt quan hệ ngoại giao với Đài Loan và chuyển sang quan hệ ngoại giao với Trung Quốc đại lục. Ngày 9 tháng 12 năm 2021, Nicaragua tuyên bố chấm dứt quan hệ ngoại giao với Đài Bắc và chuyển sang thiết lập quan hệ ngoại với Bắc Kinh.
Hiện tại, các nước đang giữ quan hệ ngoại giao chính thức với Trung Hoa Dân Quốc gồm:
- Belize (1989)
- Eswatini (1968)
- Guatemala (1960)
- Haiti (1956)
- Honduras (1965)
- Quần đảo Marshall (1998)
- Nauru (1980–2002, 2005)
- Palau (1999)
- Paraguay (1957)
- Saint Kitts và Nevis (1983)
- Saint Lucia (1984–1997, 2007)
- Saint Vincent và Grenadines (1981)
- Tuvalu (1979)
- Thành Vatican (Tòa Thánh) (1942)

Dưới áp lực liên tiếp của Cộng hòa Nhân dân Trung Hoa nhằm ngăn chặn bất kỳ một sự đại diện có thể mang tính chất quốc gia nào của Trung Hoa Dân Quốc, các tổ chức quốc tế đã đưa ra các chính sách khác nhau về vấn đề tham gia của Đài Loan. Trong trường hợp (Liên hiệp quốc và Tổ chức Y tế Thế giới) nơi hầu như toàn bộ các quốc gia thành viên đều là các quốc gia có chủ quyền, Trung Hoa Dân Quốc đã bị thay thế toàn bộ, nhưng trong những trường hợp khác, như Tổ chức Thương mại Thế giới (WTO) và Hội đồng Olympic Quốc tế (IOC) Trung Hoa Dân Quốc thường tham gia với cái tên: "Trung Hoa Đài Bắc" như trong trường hợp APEC và IOC, và "Lãnh thổ Thuế quan riêng biệt Đài Loan, Bành Hồ, Kim Môn, và Mã Tổ" (thường gọi tắt là Trung Hoa Đài Bắc") trong trường hợp WTO. Vấn đề tên gọi của Đài Loan đã được nghiên cứu kỹ trong giải 2006 World Baseball Classic. Những người tổ chức dự định gọi họ là Đài Loan, nhưng dưới sức ép của Trung Quốc đã buộc phải đổi thành "Trung Hoa Đài Bắc". Người Đài Loan phản đối quyết định này, tuyên bố rằng WBC không phải một sự kiện của Hội đồng Olympic Quốc tế, nhưng phản đối không mang lại kết quả. Bản hướng dẫn ISO 3166 về tên gọi các quốc gia và vùng lãnh thổ cấp mã riêng biệt cho Đài Loan (TW), ngoài mã của Cộng hòa Nhân dân Trung Hoa (CN), nhưng liệt kê Đài Đoan là "Đài Loan, tỉnh của Trung Quốc" dựa theo cái tên do Liên hiệp quốc sử dụng với sức ép từ phía Cộng hòa Nhân dân Trung Hoa. Trong ISO 3166-2:CN, Đài Loan cũng được đánh mã CN-71 thuộc Trung Quốc, vì thế khiến Đài Loan thành một phần của Trung Quốc trong ISO 3166-1 và ISO 3166-2.
Tên gọi của Trung Hoa Dân Quốc và Đài Loan vẫn là một vấn đề thường gây tranh cãi tại các tổ chức phi chính phủ. Một tổ chức đang gặp phải sự đối đầu kịch liệt trong vấn đề này là Lions Club.

## Sơ suất khi phát ngôn
Nhiều nhà lãnh đạo chính trị, dù ủng hộ một hình thức "Chính sách Một Trung Hoa" nào đó, đã lỡ lời coi Đài Loan là một quốc gia hoặc coi là Nhà nước Trung Hoa Dân Quốc. Các Tổng thống Ronald Reagan và George W. Bush trong thời gian nắm quyền từng coi Đài Loan là một quốc gia. Dù gần cuối nhiệm kỳ Ngoại trưởng, Colin Powell đã không có ý nói rằng Đài Loan là một quốc gia, nhưng đã dùng từ Republic of China (Trung Hoa Dân Quốc) hai lần trong một lần tường trình trước Ủy ban Quan hệ Đối ngoại Thượng viện Hoa Kỳ ngày 9 tháng 3 năm 2001. Tại Trung Quốc, trong diễn văn cuối cùng trước Đại hội Nhân dân Toàn Quốc, Thủ tướng Chu Dung Cơ đã sơ suất coi Đại lục Trung Quốc và Đài Loan là hai quốc gia riêng biệt. Cũng có một số nhân vật Cộng hòa Nhân dân Trung Hoa đã không chính thức tuyên bố Đài Loan là một quốc gia . Gần đây hơn cả, Bộ trưởng Quốc phòng Donald Rumsfeld đã phát biểu trên một tờ báo tiếng Trung tại California tháng 7 năm 2005 rằng Đài Loan là "một quốc gia có chủ quyền". Tuy nhiên, Trung Quốc chỉ phát hiện ra điều đó ba tháng sau khi lời tuyên bố được đưa ra.
Trong một bài diễn văn gây tranh cãi ngày 4 tháng 2 năm 2006, Ngoại trưởng Nhật Taro Aso đã gọi Đài Loan là một quốc gia có mức độ giáo dục rất cao nhờ ở thời kỳ thuộc địa Nhật Bản trước đó trên hòn đảo này. Một tháng sau, ông đã nói với một ủy ban nghị viện Nhật rằng "nền dân chủ của Đài Loan đã rất thuần thục và những quy tắc kinh tế tự do đã ngấm rất sâu, vì thế đó là một đất nước của pháp luật. Theo nhiều cách, đó là một đất nước có cùng nhiều giá trị với Nhật Bản." Cùng lúc ấy, ông chấp nhận rằng "Tôi biết sẽ có vấn đề khi gọi Đài Loan là một quốc gia". Sau này, Bộ ngoại giao Nhật Bản đã tìm cách diễn đạt những lời lẽ trên theo cách khác.

## Những giải pháp quân sự và can thiệp có thể xảy ra
Cho tới năm 1979, cả hai bên đều có ý định giải quyết vấn đề bằng quân sự. Những cuộc va chạm không thường xuyên đã xảy ra trong suốt thập niên 1950 và 1960, với những lần leo thang dẫn tới Cuộc khủng hoảng Eo biển Đài Loan lần thứ nhất và và lần thứ hai. Năm 1979, khi Hoa Kỳ thay đổi chính sách đối ngoại, quay sang ủng hộ Cộng hòa Nhân dân Trung Hoa, Trung Hoa Dân Quốc mất đi đồng minh cần thiết để "tái chiếm lục địa." Trong lúc ấy, mong ước được cộng đồng quốc tế ủng hộ của Cộng hòa Nhân dân Trung Hoa khiến họ phải đưa ra chính sách thống nhất hòa bình theo cái sau này được gọi là "một đất nước, hai chế độ," chứ không phải "giải phóng Đài Loan" xây dựng xã hội chủ nghĩa (nói cách khác, biến Đài Loan thành một Vùng hành chính đặc biệt).

### Điều kiện của Cộng hòa Nhân dân Trung Hoa về can thiệp quân sự
Bất kể như thế nào, chính phủ Cộng hòa Nhân dân Trung Hoa sẽ ngay lập tức tiến hành chiến tranh với Đài Loan. Với các điều kiện:
- Nếu các sự kiện diễn ra dẫn tới việc chia tách Đài Loan khỏi Trung Quốc dưới bất kỳ tên gọi nào, hay
- Nếu Đài Loan bị tấn công và chiếm đóng từ phía nước ngoài, hay
- Nếu Đài Loan từ chối đàm phán thống nhất một cách vô hạn định.

Đa số đe dọa của lục địa đều được đưa ra về vấn đề này, và Giang Trạch Dân, sau khi lên giữ chức Chủ tịch Hội đồng Quân sự Trung ương, đã trở thành nhân tố chủ chốt.
Điều kiện thứ ba đã đặc biệt gây nên sự lo ngại tại Đài Loan bởi thuật ngữ "một cách vô hạn định" có thể được diễn giải theo nhiều nghĩa. Một số bên coi nó mang nghĩa: Cộng hòa Nhân dân Trung Hoa muốn giữ nguyên trạng và sự mập mờ không được họ chấp nhận, dù nước này đã nhiều lần nói rằng không hề có biểu thời gian xác định cho việc thống nhất.
Lo ngại về một tuyên bố chính thức về nền độc lập theo pháp lý của Đài Loan là động cơ chính thúc đẩy việc tăng cường quân sự giữa Đài Loan và Trung Hoa lục địa. Một số người tin rằng Đài Loan vẫn nỗ lực tuyên bố độc lập trong thời gian Thế vận hội Mùa hè 2008 tại Bắc Kinh. Những người khác chỉ ra rằng bộ máy chính quyền Mỹ hiện nay đã công khai tuyên bố muốn giữ nguyên trạng, họ sẽ không giúp đỡ Đài Loan trong trường hợp hòn đảo này đơn phương tuyên bố độc lập.
Theo tổng thống Trung Hoa Dân Quốc Trần Thủy Biển, Trung Quốc đã tăng tốc triển khai tên lửa chống lại Đài Loan tới con số 120 mỗi năm, khiến tổng kho tên lửa đạn đạo của họ lên tới 706 chiếc, với khả năng trang bị đầu đạn hạt nhân và mục tiêu chính là Đài Loan. Những tên lửa này được cho là có CEP (Giới hạn lỗi) hơn 100 mét, vì thế sẽ không gây thiệt hại lớn trong hoàn cảnh một cuộc chiến tranh thông thường. Một số người tin rằng việc triển khai chúng chỉ là mưu kế chính trị của Cộng hòa Nhân dân Trung Hoa nhằm tăng áp lực lên Đài Loan, buộc nước này phải từ bỏ những nỗ lực nhằm đơn phương tuyên bố độc lập, ít nhất cũng trong thời điểm hiện tại.

### Cân bằng quyền lực
Khả năng chiến tranh, sự gần gũi địa lý giữa Trung Hoa Dân Quốc-kiểm soát Đài Loan và Cộng hòa Nhân dân Trung Hoa-kiểm soát lục địa Trung Quốc, và kết quả của những cuộc va chạm cứ vài năm lại xảy ra một lần, khiến cho đây trở thành một trong những địa điểm tập trung sự chú ý quốc tế tại Thái Bình Dương. Cả hai bên đã lựa chọn một sự tập trung lực lượng hải quân hùng hậu. Tuy nhiên, các chiến lược hải quân giữa hai phía đã có sự thay đổi lớn trong thập kỷ 1980 và 1990, khi Cộng hòa Nhân dân Trung Hoa tiếp cận vấn đề theo cách mạnh mẽ hơn khi xây dựng các sân bay, còn Đài Loan chấp nhận tư thế phòng thủ với việc xây dựng và mua nhiều phi đội tàu khu trục và tên lửa.
Không quân Cộng hòa Nhân dân Trung Hoa được cho là lớn và mạnh mẽ, dù nó vẫn chưa đủ khả năng kiểm soát không phận Đài Loan trong trường hợp xảy ra xung đột. Không quân Trung Hoa Dân Quốc dựa chủ yếu vào các máy bay chiến đấu thế hệ thứ hai của họ. Trung Hoa Dân Quốc sở hữu khoảng 150 chiếc F-16 do Hoa Kỳ chế tạo, gần 60 chiếc Mirage 2000-5 của Pháp và gần 130 chiếc IDF (Máy bay chiến đấu phòng vệ trong nước) do họ tự phát triển. Tất cả các máy bay phản lực chiến đấu của Đài Loan đều có thể tham gia các trận đánh kiểu BVR (ngoài tầm nhìn) bằng các tên lửa BVR, trong khi chỉ một số ít máy bay chiến đấu của Cộng hòa Nhân dân Trung Hoa có cùng tính năng như vậy.
Năm 2003, Trung Hoa Dân Quốc đã mua bốn tàu khu trục tên lửa - kiểu USS Kidd cũ và ba tàu hộ tống, và tỏ vẻ rất quan tâm tới lớp Arleigh Burke. Nhưng với sự phát triển của hải quân và không quân của Cộng hòa Nhân dân Trung Hoa, một số người nghi ngờ khả năng Trung Hoa Dân Quốc có thể đứng vững trước một cuộc tấn công quyết định từ phía lục địa Trung Hoa trong tương lai. Điều này cũng dẫn tới một số quan điểm rằng nền độc lập của Đài Loan, nếu nó được tuyên bố, cần phải được thực hiện càng sớm càng tốt khi Trung Hoa Dân Quốc vẫn còn có khả năng chống chọi với một cuộc xung đột quân sự toàn diện. Trong ba thập kỷ qua, những ước tính về thời gian Đài Loan đứng vững trước một cuộc tấn công tổng lực từ phía bên kia eo biển mà không có sự trợ giúp từ bên ngoài đã giảm từ ba tháng xuống chỉ còn sáu ngày. Và cũng cần lưu ý rằng đa số những ước tính về bất cứ một sự hỗ trợ quân sự ở mức cao nhất nào từ phía Hoa Kỳ cũng cần ít nhất hai tuần chuẩn bị, những điều kiện hiện tại không hề có lợi cho Đài Loan.
Nhiều báo cáo do Cộng hòa Nhân dân Trung Hoa, Trung Hoa Dân Quốc và quân đội Mỹ đưa ra cho thấy những đánh giá hoàn toàn trái ngược về khả năng phòng thủ Đài Loan.
Tất nhiên, khả năng chiến tranh không phải được đặt ra một cách tách biệt. Năm 1979, Nghị viện Hoa Kỳ đã thông qua Đạo luật Quan hệ Đài Loan, một đạo luật thường được diễn giải như một sự bảo đảm bảo vệ Đài Loan từ phía Hoa Kỳ trong trường hợp xảy ra một cuộc tấn công từ phía lục địa (Đạo luật được áp dụng cho Đài Loan và Bành Hồ, nhưng không áp dụng cho Kim Môn và Mã Tổ). Hoa Kỳ vẫn duy trì một hạm đội thường trực lớn nhất thế giới tại Vùng châu Á Thái Bình Dương gần Đài Loan. Hạm Đội 7, chủ yếu hoạt động từ các căn cứ tại Nhật Bản, là một lực lượng quân sự mạnh được xây dựng xung quanh chiếc tàu sân bay triển khai thường trực ngoài lãnh thổ duy nhất của thế giới, chiếc USS Kitty Hawk. Dù mục đích theo tuyên bố của hạm đội không phải là để bảo vệ Đài Loan, nhưng từ những hành động trong quá khứ của hạm đội này có thể thấy đó cũng là một trong những lý do giải thích sự hiện diện của nó trong vùng biển.
Từ năm 2000, Nhật Bản đã sửa đổi các nghĩa vụ phòng vệ với Hoa Kỳ và cũng bắt đầu chương trình tái vũ trang, một phần để phản ứng trước lo ngại rằng Đài Loan sẽ bị tấn công. Một số nhà phân tích tin rằng Cộng hòa Nhân dân Trung Hoa có thể tung ra những cuộc tấn công thăm dò vào các căn cứ quân sự tại Nhật Bản để xác định liệu các lực lượng Hoa Kỳ và Nhật Bản có muốn giúp Đài Loan hay không. Các nhà hoạch định chính sách Nhật Bản cũng coi nền độc lập của Đài Loan là điều sống còn, không chỉ bởi vì Đài Loan kiểm soát nhiều con đường hàng hải đông đúc, mà việc Trung Quốc chiếm giữ được nó sẽ khiến Nhật Bản rơi vào tình thế bất lợi hơn. Về mặt lịch sử, trong Chiến tranh thế giới thứ hai, dù Hoa Kỳ đã chiếm giữ Philippines, một mục tiêu khác chính là Đài Loan (khi ấy còn được gọi là Formosa) từ đó có thể tung ra một cuộc tấn công trực tiếp vào Nhật Bản. Tuy nhiên, những lời chỉ trích cho rằng Cộng hòa Nhân dân Trung Hoa sẽ không bao giờ muốn trao cho Hoa Kỳ và Nhật Bản một cơ hội như vậy để họ có cớ can thiệp.
Bộ Quốc phòng Hoa Kỳ trong một báo cáo năm 2011 cho biết rằng nhiệm vụ chính của quân đội CHND Trung Hoa là để chuẩn bị cho một cuộc xung đột quân sự có thể xảy ra với Đài Loan, bao gồm cả hỗ trợ quân sự của Hoa Kỳ. Mặc dù nguy cơ xảy ra khủng hoảng trong ngắn hạn là thấp, nhưng trong trường hợp không có những diễn biến chính trị mới, Đài Loan có thể sẽ chiếm ưu thế trong việc lập kế hoạch và hiện đại hóa quân đội trong tương lai. Tuy nhiên, các ưu tiên khác cũng ngày càng trở nên nổi bật và có thể thực hiện được do nguồn lực quân sự ngày càng tăng. Nhiều hệ thống quân sự tiên tiến nhất của Trung Quốc đại lục được đóng quân ở các khu vực đối diện với Đài Loan. Việc hiện đại hóa quân sự nhanh chóng đang liên tục thay đổi cán cân sức mạnh quân sự nghiêng về phía Trung Quốc đại lục.
Một báo cáo năm 2008 của RAND Corporation phân tích một cuộc tấn công trên lý thuyết vào năm 2020 của Trung Quốc đại lục nhằm vào Đài Loan cho thấy rằng Mỹ không có khả năng bảo vệ Đài Loan. Sự phát triển của tên lửa hành trình có thể cho phép Trung Quốc phá hủy một phần hoặc hoàn toàn hoặc làm cho các tàu sân bay và căn cứ của Mỹ ở Tây Thái Bình Dương tê liệt. Các radar mới của Trung Quốc có thể sẽ phát hiện ra máy bay tàng hình của Mỹ và Trung Quốc đang có được những máy bay tàng hình hiệu quả hơn. Độ tin cậy của các tên lửa tầm xa của Hoa Kỳ như một phương tiện để đạt được ưu thế trên không là một vấn đề đáng nghi ngờ và phần lớn chưa được chứng minh.
Năm 2021, Đô đốc Phillip Davidson cho biết trong một cuộc điều trần của Ủy ban Dịch vụ Vũ trang Thượng viện rằng Trung Quốc có thể thực hiện các hành động quân sự đối với Đài Loan vào một thời điểm nào đó trong vòng 6 năm tới. Một phát ngôn viên của Bộ Ngoại giao Trung Quốc sau đó đã trả lời rằng Davidson đang cố  "thổi phồng lên mối đe dọa quân sự của Trung Quốc." 

### Khủng hoảng Eo biển Đài Loan lần thứ ba

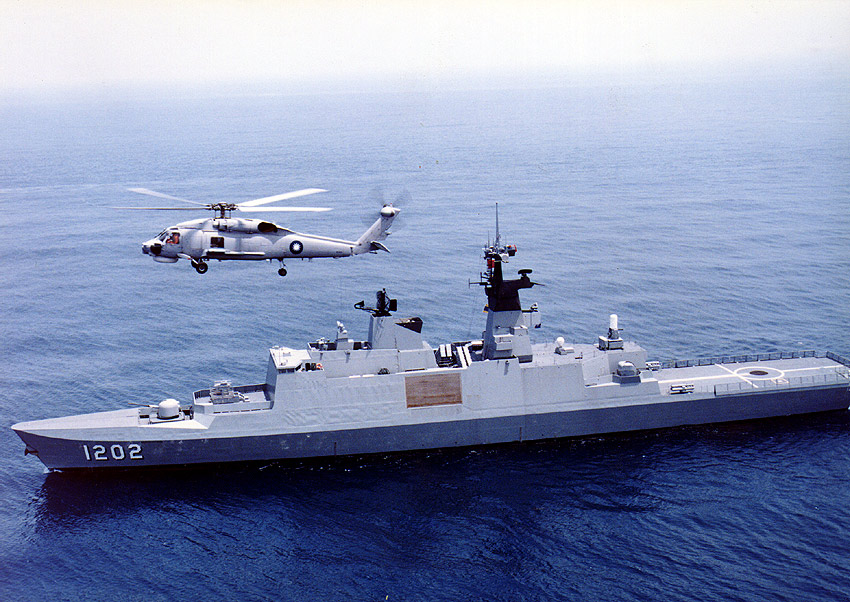
Tàu khu trục Kang Ding (Khang Định) của Hải quân Trung Hoa Dân Quốc với trực thăng S-70C

Năm 1996, Cộng hòa Nhân dân Trung Hoa bắt đầu tiến hành các cuộc tập trận quân sự gần Đài Loan, và phóng nhiều tên lửa đạn đạo qua hòn đảo này. Sự đe dọa được đưa ra trước khả năng Tổng thống Lý Đăng Huy, người đã đưa ra lý thuyết "hai nhà nước" gây nhiều tranh cãi cho các quan hệ xuyên eo biển, được tái đắc cử. Hoa Kỳ, ở thời cầm quyền của tổng thống Clinton, đã gửi hai nhóm tàu sân bay chiến đấu tới vùng này, cho chúng đi vào Eo biển Đài Loan. Cộng hòa Nhân dân Trung Hoa, không thể theo dõi hoạt động của các con tàu, và có lẽ cũng không muốn leo thang xung đột, nhanh chóng xuống thang. Sự kiện ít gây ảnh hưởng tới kết quả cuộc bầu cử, bởi vì không một đối thủ nào của Lý Đăng Huy đủ mạnh để đánh bại ông ta, nhưng đa số người tin rằng, những hành động hiếu chiến của Cộng hòa Nhân dân Trung Hoa, đã không hề đe dọa được người dân Đài Loan mà còn tạo lợi thế cho Lý Đăng Huy để ông được tới hơn 50% số phiếu.
Khả năng xảy ra chiến tranh tại Eo biển Đài Loan, dù khá thấp trong tương lai gần, vẫn buộc Cộng hòa Nhân dân Trung Hoa, Trung Hoa Dân Quốc và Hoa Kỳ duy trì cảnh giác và luôn đề phòng lẫn nhau. Mục tiêu của cả ba bên tại thời điểm này là duy trì nguyên trạng.

## Những phát triển gần đây và Triển vọng tương lai

### Chính trị
Dù tình hình còn mù mờ, đa số các nhà quan sát tin rằng nó sẽ ổn định khi có đầy đủ sự hiểu biết lẫn nhau và sự đồng thuận của các quý ông nhằm giữ mọi điều không bùng phát thành một cuộc chiến. Sự tranh cãi hiện nay là về thuật ngữ Một Trung Quốc, như Cộng hòa Nhân dân Trung Hoa yêu cầu Trung Hoa Dân Quốc chấp nhận trước khi có bất kỳ một cuộc đàm phán nào. Dù Đảng Tiến bộ Dân chủ đã giảm bớt ủng hộ dành cho chính sách Đài Loan độc lập, sự ủng hộ bên trong đảng vẫn còn chưa đủ để Trần Thủy Biển đồng ý với Chính sách Một Trung Quốc. Trái lại, Quốc Dân Đảng (KMT) và Đảng Thân Dân (PFP) đối lập dường như muốn có một số thay đổi với Chính sách Một Trung Quốc, và các nhà quan sát tin rằng lập trường của Cộng hòa Nhân dân Trung Hoa có mục đích loại bỏ Trần Thủy Biển trong cuộc bầu cử Tổng thống năm 2004 với hy vọng rằng một nhân vật ủng hộ tích cực hơn cho việc Thống nhất Trung Quốc sẽ lên nắm quyền. Một phần để đối đầu với chính sách này, Trần Thủy Biển đã thông báo vào tháng 7 năm 2002 rằng nếu Cộng hòa Nhân dân Trung Hoa không đáp ứng lại thiện chí của Đài Loan, Đài Loan có thể "đi trên con đường... của riêng mình."
Với việc Trần Thủy Biển tái đắc cử năm 2004, hy vọng của Bắc Kinh về một giải pháp nhanh chóng hơn đã tan biến, dù chúng dường như một lần nữa lại có được hy vọng khi liên minh Toàn Lam chiếm đa số phiếu trong cuộc bầu cử lập pháp năm 2004. Tuy nhiên, phản ứng của dân chúng Đài Loan đối với luật chống ly khai được Cộng hòa Nhân dân Trung Hoa thông qua năm 2005 không hề thuận lợi. Sau hai chuyến thăm chớp nhoáng của các lãnh đạo KMT và PFP tới Cộng hòa Nhân dân Trung Hoa, sự cân bằng ý kiến dân chúng dường như mang lại nhiều hy vọng, với việc Liên minh Toàn Lục chiếm đa số phiếu trong cuộc bầu cử Quốc hội năm 2005, nhưng Liên minh Toàn Lam lại có được một thắng lợi áp đảo trong cuộc bầu cử thành phố năm 2005.

### Ý kiến công chúng
Ý kiến công chúng Đài Loan về quan hệ với Cộng hòa Nhân dân Trung Hoa rất khó ước định, bởi vì kết quả của các cuộc trưng cầu thường có xu hướng rất nhạy cảm về việc các vấn đề được diễn đạt như thế nào và các ý kiến được đưa ra thế nào, và có một xu hướng từ tất cả các đảng chính trị là diễn đạt các kết quả đó theo cách ủng hộ quan điểm của họ. Đa số đồng ý rằng chính sách một đất nước, hai chế độ của Bắc Kinh là có thể chấp nhận được khi nó được áp đặt một phía xuống Đài Loan; tuy nhiên, ý kiến nhân dân về sự tự định đoạt quy chế của Đài Loan còn phức tạp hơn.
Khi được đưa ra một lựa chọn giữa ba luồng ý kiến về độc lập, thống nhất, hay nguyên trạng, các kết quả thường thấy từ những cuộc khảo sát gần đây cho thấy 10% lựa chọn độc lập, 55% ủng hộ thống nhất và khoảng 35% thích giữ nguyên trạng. Tuy nhiên, có khoảng 70 tới 80% ủng hộ quan điểm rằng Đài Loan là một quốc gia độc lập dưới cái tên Trung Hoa Dân Quốc với một mối quan hệ đặc biệt với Cộng hòa Nhân dân Trung Hoa, như cựu Tổng thống Lý Đăng Huy từng đề xuất. Sự phụ thuộc của các kết quả khảo sát vào cách diễn đạt được thể hiện bởi các kết quả từ một cuộc khảo sát gần đây. 72% số người được hỏi nói rằng họ sẽ không chiến đấu để chống lại một cuộc sáp nhập từ Đại lục. Tuy nhiên, khi câu hỏi được đổi rằng liệu họ sẽ chiến đấu nếu Đài Loan tuyên bố độc lập, số lượng câu trả lời khẳng định giảm xuống chỉ còn 18%
. Số lượng người theo chủ nghĩa thực dụng -những người sẽ lựa chọn thống nhất hay độc lập dựa trên tình hình thực tế- ngày càng gia tăng. Một cuộc khảo sát gần đây vào tháng 12 năm 2004 cho thấy, nếu có một cuộc trưng cầu dân ý về vấn đề độc lập, thống nhất hay trở thành một bang của Hoa Kỳ, 41% người Đài Loan ủng hộ thống nhất với Đại lục, 24% lựa chọn phản đối và 5% muốn trở thành bang thứ 51 của Mỹ. 80% dân số đồng ý tưởng đề xuất thống nhất "Một Trung Quốc, hai chế độ" của Trung Quốc sau khi Luật chống li khai đã được thông qua.

### Thay đổi vị thế Đài Loan có chú ý đến hiến pháp Trung Hoa Dân Quốc
Chiếu theo Hiến pháp Trung Hoa Dân Quốc, hiện đang được các đảng chính trị lớn như KMT và DPP tôn trọng và công nhận, việc thay đổi tình trạng chính phủ của Trung Hoa Dân Quốc hay công bố rõ ràng vị thế chính trị Đài Loan chỉ xảy ra khi thay đổi hiến pháp. Nói cách khác, nếu những người ủng hộ thống nhất muốn thống nhất Đài Loan với lục địa, theo cách đó sẽ xóa bỏ hoàn toàn Trung Hoa Dân Quốc hay ảnh hưởng tới chủ quyền của Trung Hoa Dân Quốc, hay nếu những người ủng hộ độc lập muốn xóa bỏ Trung Hoa Dân Quốc để lập ra một nước Cộng hòa Đài Loan, họ sẽ cần phải sửa đổi hiến pháp Trung Hoa Dân Quốc. Việc thông qua một sự sửa đổi như vậy đòi hỏi phải có được một sự đồng thuận chính trị chưa từng có, gồm sự đồng ý của ba phần tư số đại biểu Lập pháp viện. Sau khi thông qua luật pháp, những sự sửa đổi cần phải được phê chuẩn bởi ít nhất năm mươi phần trăm số cử tri Trung Hoa Dân Quốc, bất luận số lượng người đi bầu.
Với những sự khó khăn như vậy trong việc sửa đổi hiến pháp, cả Liên minh Toàn Lục và Liên minh Toàn Lam đều không thể đơn phương thay đổi tình thế chính trị và tình trạng pháp luật của Đài Loan theo quy định của hiến pháp. Tuy nhiên, những người cực lực ủng hộ độc lập cho Đài Loan coi hiến pháp của nước này không hợp pháp và vì thế tin rằng không có căn cứ buộc phải có những sự sửa đổi hiến pháp Trung Hoa Dân Quốc để thay đổi vị thế chính trị Đài Loan.